# Ginger Snaps
Série Ginger Snaps
Résurrection
(2004)
Pour plus de détails, voir Fiche technique et Distribution.
Ginger Snaps, ou Entre sœurs au Canada, est un film canadien réalisé par John Fawcett, sorti en 2000.

## Synopsis
Bailey Downs, une banlieue canadienne sans histoires, est en émoi quand quelqu'un (ou quelque chose) commence à tuer des chiens.
Ginger (Katharine Isabelle) et Brigitte (Emily Perkins) Fitzgerald sont deux sœurs de 16 et 15 ans inséparables. Elles ont les mêmes goûts pour le morbide et ont même fait un pacte de quitter la ville ou se suicider ensemble quand elles auront seize ans toutes les deux. De véritables parias à leur lycée, elles subissent souvent des moqueries de la part de la populaire Trina Sinclair.
Une nuit, alors qu'elles vont kidnapper le chien de Trina pour se venger de leur dernière humiliation, elles trouvent les restes d'un autre chien dans le parc, où règne un silence suspect. Elles paniquent et s'enfuient en courant, mais un gros animal se jette sur les filles et griffe l'épaule de Ginger. Peu après, la créature meurt sous les roues de la camionnette de Sam, le dealer du lycée, qui passait dans le coin. Rentrées à la maison, les sœurs Fitzgerald examinent la blessure de Ginger, qui guérit étrangement vite.
Ginger et Brigitte veulent mettre cette nuit derrière elles, mais Ginger n'est plus la même : elle devient de plus en plus avide de garçons, mais aussi beaucoup plus agressive qu'elle ne l'était avant. D'abord se sentant délaissée par sa sœur à cause de sa nouvelle attitude, Brigitte comprend vite que les poils blancs sur sa plaie et la queue qui commence à pousser en bas de son dos n'ont rien à voir avec la puberté tardive de Ginger. Elle doit se confronter à l'horrible vérité : sa sœur est train de se transformer en loup-garou.

## Fiche technique
- Titre : Ginger Snaps
- Titre québécois : Entre sœurs
- Réalisation : John Fawcett
- Scénario : Karen Walton
- Production : Karen Lee Hall, Steven Hoban, Dan Lyon, Alicia Reilly Larson et Noah Segal
- Budget : 5 millions de dollars (3,67 millions d'euros)
- Musique : Mike Shields
- Photographie : Thom Best
- Montage : Brett Sullivan
- Décors : Todd Cherniawsky
- Costumes : Lea Carlson
- Pays d'origine : Canada, États-Unis
- Format : Couleurs - 1,85:1 - Dolby Digital - 35 mm
- Genre : Horreur, thriller
- Durée : 108 minutes
- Dates de sortie : 1er août 2000 (festival de Munich), 11 mai 2001 (Canada)
- Film interdit aux moins de 16 ans lors de sa sortie en France

## Distribution
Légende : Version Française = VF ; Version Québécoise = VQ
- Katharine Isabelle (VQ : Christine Bellier) : Ginger Fitzgerald
- Emily Perkins (VF : Alexandra Garijo ; VQ : Camille Cyr-Desmarais) : Brigitte Fitzgerald
- Kris Lemche (VQ : Hugolin Chevrette) : Sam
- Mimi Rogers (VQ : Hélène Mondoux) : Pamela Fitzgerald
- Jesse Moss (VQ : Patrice Dubois) : Jason McCardy
- Danielle Hampton (VF : Laura Préjean) : Trina Sinclair
- John Bourgeois (VQ : Yves Massicotte) : Henry Fitzgerald
- Peter Keleghan : Mr. Wayne
- Christopher Redman : Ben
- Jimmy MacInnis : Tim
- Lindsay Leese : l'infirmière Ferry
- Wendii Fulford : Mlle Sykes
- Ann Baggley : la jeune maman
- Nick Nolan : Gingerwolf (le loup-garou)

## Autour du film
- Le tournage s'est déroulé du 25 octobre au 6 décembre 1999 à Brampton, Markham, Mississauga et Toronto.
- Avant d'être confié à Katharine Isabelle, le rôle de Ginger avait tout d'abord été proposé à Sarah Polley et Natasha Lyonne.
- L'actrice Emily Perkins portait une perruque durant le tournage.
- Bien que l'actrice Katharine Isabelle jouait le rôle de la sœur aînée du personnage interprété par Emily Perkins, elle est en réalité cinq ans plus jeune que cette dernière.
- Dans la version originale, c'est l'actrice Lucy Lawless qui prête sa voix à la speakerine de l'école.
- Emily Perkins et Katharine Isabelle ont aussi joué des sœurs dans le film "Another Cinderella Story".

## Bande originale
- Cloning Technology, interprété par Fear Factory
- Star, interprété par Sprawl
- Action Radius, interprété par Junkie XL
- Siberian Kiss, interprété par Glassjaw
- Love Like Razorblade, interprété par Junkie XL
- Desire To Fire, interprété par Machine Head
- Kiss My Lips, interprété par Bon Voyage
- Overflow, interprété par Razed in Black
- Remanufacture, interprété par Fear Factory
- First Commandment, interprété par Soulfly
- Vibe, interprété par The Step Kings
- Pipe Dream, interprété par Project 86
- Inside You, interprété par Godhead
- Temple From The Within, interprété par Killswitch Engage
- Night Like This, interprété par Professional Murder Music (en)
- Burial For the Living, interprété par Hatebreed
- Pincushion, interprété par Saliva
- Of One Blood, interprété par Shadows Fall
- Her Ghost In the Fog, interprété par Cradle of Filth

## Distinctions
- Prix spécial du jury, lors du Festival international du film de Toronto en 2000.
- Prix du meilleur film, meilleure actrice pour Emily Perkins et meilleurs effets spéciaux, lors de la Semaine du cinéma fantastique de Málaga en 2001.
- Prix du meilleur film sorti en DVD, par l'Académie des films de science-fiction, fantastique et horreur en 2002.
- Nomination au Prix Génie de la meilleure photographie, meilleur montage et meilleur montage son en 2002.
- Prix du meilleur film, lors des International Horror Guild Awards en 2002.

## Saga Ginger Snaps
- 2004 : Ginger Snaps : Résurrection (Ginger Snaps: Unleashed), de Brett Sullivan
- 2004 : Ginger Snaps : Aux origines du mal (Ginger Snaps Back: The Beginning), de Grant Harvey